# 米野駅
米野駅（こめのえき）は、愛知県名古屋市中村区平池町4丁目にある、近畿日本鉄道（近鉄）名古屋線の駅である。駅番号はE02。

## 歴史
- 1938年（昭和13年）6月26日：関西急行電鉄の桑名から関急名古屋（現・近鉄名古屋）間の開通に伴い開業する[1]。
- 1940年（昭和15年）1月1日：参宮急行電鉄が関西急行電鉄を合併し、同社の駅となる[1]。
- 1941年（昭和16年）3月15日：大阪電気軌道が参宮急行電鉄を合併するとともに名称を関西急行鉄道に変更[1]。線路名称の改定により同社名古屋線の駅となる[2]。
- 1944年（昭和19年）6月1日：関西急行鉄道が南海鉄道を合併するとともに名称を近畿日本鉄道に変更し、同社の駅となる[1]。
- 1959年（昭和34年）11月27日：名古屋線改軌工事開通式を実施[3]。
- 2007年（平成19年）4月1日：PiTaPaの供用を開始する[4]。

## 駅構造
下り単式・上り島式の複合型による2面3線の地上駅で、ホーム長は3両分。駅舎と改札口は、北西側にあり、各ホームとは構内踏切で連絡している。
近鉄名古屋駅管理の有人駅で、PiTaPa・ICOCA対応の自動改札機および自動精算機（回数券カードおよびICカードのチャージに対応）が設置されている。

### のりば
| のりば | 路線                             | 方向                             | 行先                             |
| ------ | -------------------------------- | -------------------------------- | -------------------------------- |
| 1      | E 名古屋線                       | 下り                             | 伊勢中川方面                     |
| 2      | E 名古屋線                       | 上り                             | 近鉄名古屋方面                   |
| 3      | （車庫入替用、回送列車のみ発着） | （車庫入替用、回送列車のみ発着） | （車庫入替用、回送列車のみ発着） |

1番線が下り本線、2番線が上り本線、3番線が上下副本線となっているが、3番線は後述の車両基地に直接繋がっており、入出庫列車が使用するため定期旅客列車の発着には使われず、のりば番号標も設置されていない。なお、3番線は桑名方面からの発着も可能となっている。

### 米野車庫
当駅上り方に車庫・検車施設（富吉検車区米野車庫）があり、特急車両（夜間滞泊に限り一般車両も）の留置と折り返し整備に使用されている。近鉄名古屋駅からの入庫列車は3番線へ到着して折り返し入庫するが、出庫列車は原則として車庫線から直接近鉄名古屋駅へ回送される。

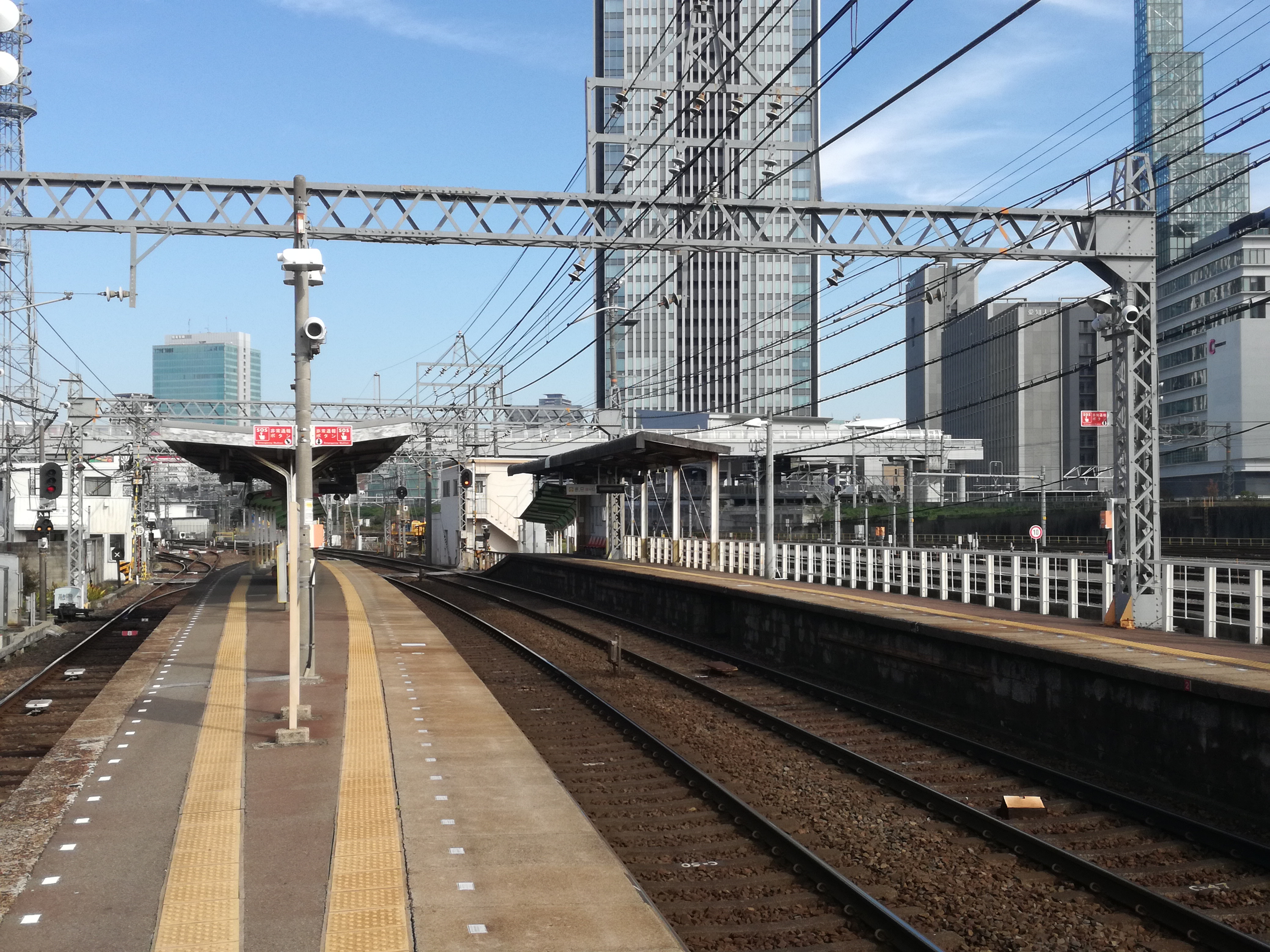
ホーム
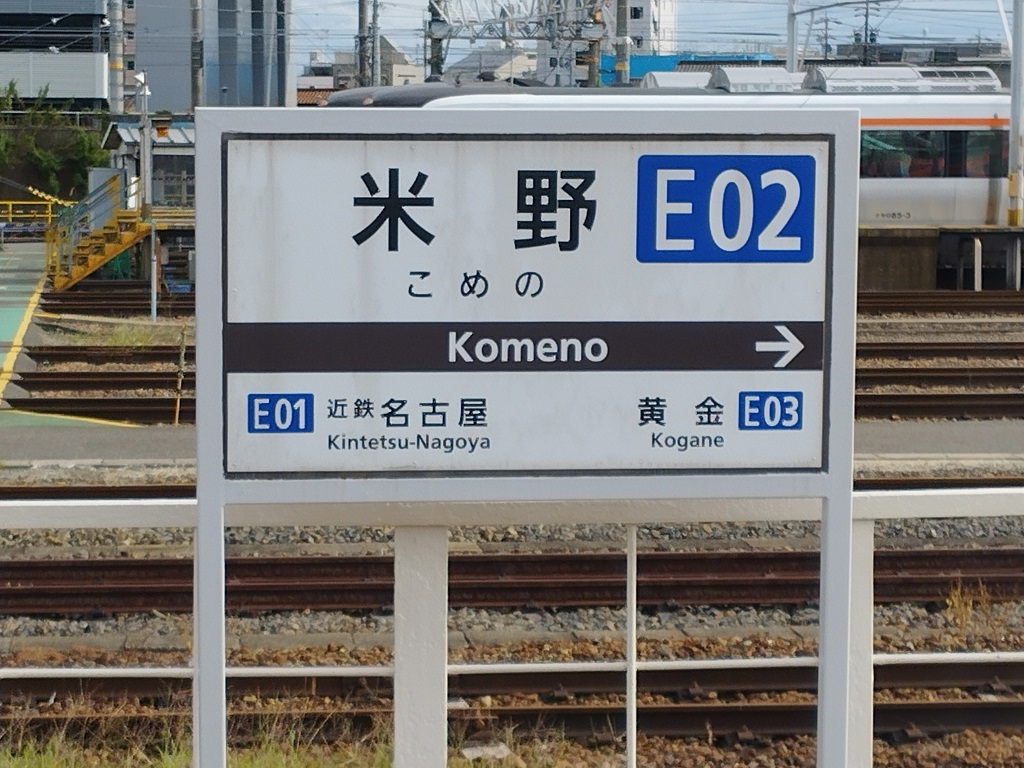
駅名標
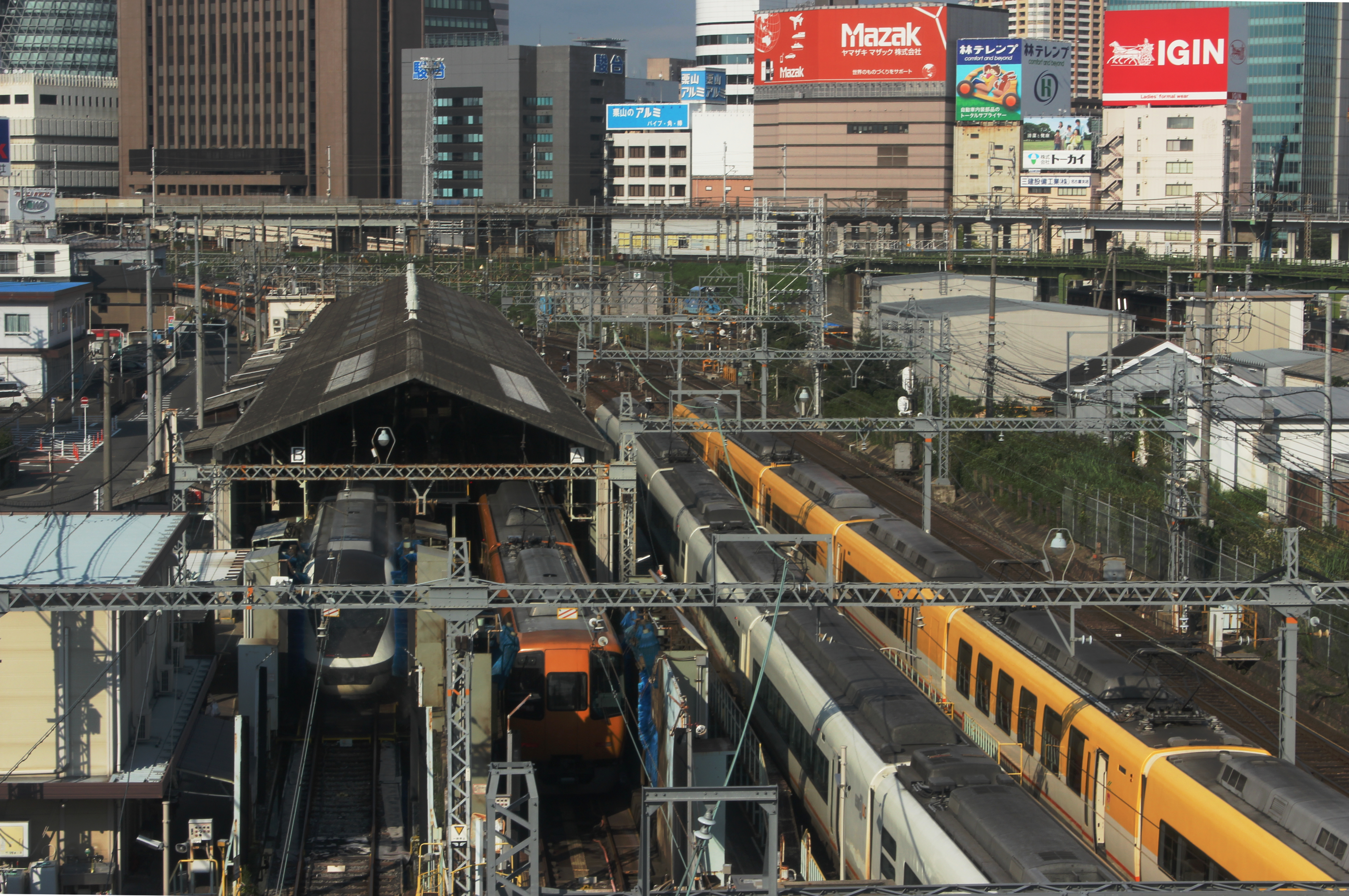
米野車庫

## 利用状況
輸送実績（乗車人員）の単位は人であり、年度での総計値を示す。年度間の比較に適したデータである。
表中、最高値を赤色で、最高値を記録した年度以降の最低値を青色で、最高値を記録した年度以前の最低値を緑色で表記している。
| 年度別利用状況（米野駅） | 年度別利用状況（米野駅）             | 年度別利用状況（米野駅）             | 年度別利用状況（米野駅）             | 年度別利用状況（米野駅） | 年度別利用状況（米野駅） | 年度別利用状況（米野駅） |
| 年度                     | 当駅分輸送実績（乗車人員）：人／年度 | 当駅分輸送実績（乗車人員）：人／年度 | 当駅分輸送実績（乗車人員）：人／年度 | 乗降人員調査結果：人／日 | 乗降人員調査結果：人／日 | 特記事項                 |
| ------------------------ | ------------------------------------ | ------------------------------------ | ------------------------------------ | ------------------------ | ------------------------ | ------------------------ |
| 年度                     | 定期利用                             | 定期外                               | 合 計                                | 調査日                   | 調査結果                 | 特記事項                 |
| 1978年（昭和53年）       | 347,400                              | 132,661                              | 480,061                              |                          |                          |                          |
| 1979年（昭和54年）       | 317,940                              | 130,834                              | 448,774                              |                          |                          |                          |
| 1980年（昭和55年）       | 283,020                              | 122,693                              | 405,713                              |                          |                          |                          |
| 1981年（昭和56年）       | 261,510                              | 112,315                              | 373,825                              |                          |                          |                          |
| 1982年（昭和57年）       | 240,600                              | 104,302                              | 344,902                              | 11月16日                 | 2,021                    |                          |
| 1983年（昭和58年）       | 223,830                              | 102,009                              | 325,839                              | 11月8日                  | 1,870                    |                          |
| 1984年（昭和59年）       | 200,010                              | 98,744                               | 298,754                              | 11月6日                  | 1,737                    |                          |
| 1985年（昭和60年）       | 186,630                              | 98,388                               | 285,018                              | 11月12日                 | 1,592                    |                          |
| 1986年（昭和61年）       | 178,620                              | 100,261                              | 278,881                              | 11月11日                 | 1,771                    |                          |
| 1987年（昭和62年）       | 177,780                              | 96,323                               | 274,103                              | 11月10日                 | 1,553                    |                          |
| 1988年（昭和63年）       | 158,190                              | 97,683                               | 255,873                              | 11月8日                  | 1,339                    |                          |
| 1989年（平成元年）       | 146,070                              | 100,789                              | 246,859                              | 11月14日                 | 1,404                    |                          |
| 1990年（平成2年）        | 155,190                              | 96,167                               | 251,357                              | 11月6日                  | 1,490                    |                          |
| 1991年（平成3年）        | 150,810                              | 92,694                               | 243,504                              |                          |                          |                          |
| 1992年（平成4年）        | 149,310                              | 89,911                               | 239,221                              | 11月10日                 | 1,431                    |                          |
| 1993年（平成5年）        | 139,680                              | 93,193                               | 232,873                              |                          |                          |                          |
| 1994年（平成6年）        | 133,440                              | 85,791                               | 219,231                              |                          |                          |                          |
| 1995年（平成7年）        | 133,590                              | 79,459                               | 213,049                              | 12月5日                  | 1,229                    |                          |
| 1996年（平成8年）        | 125,850                              | 74,037                               | 199,887                              |                          |                          |                          |
| 1997年（平成9年）        | 113,910                              | 71,394                               | 185,304                              |                          |                          |                          |
| 1998年（平成10年）       | 104,460                              | 66,900                               | 171,360                              |                          |                          |                          |
| 1999年（平成11年）       | 95,370                               | 64,757                               | 160,127                              |                          |                          |                          |
| 2000年（平成12年）       | 94,020                               | 62,226                               | 156,246                              |                          |                          |                          |
| 2001年（平成13年）       | 94,470                               | 60,689                               | 155,159                              |                          |                          |                          |
| 2002年（平成14年）       | 86,640                               | 59,512                               | 146,152                              |                          |                          |                          |
| 2003年（平成15年）       | 86,370                               | 58,665                               | 145,035                              |                          |                          |                          |
| 2004年（平成16年）       | 77,670                               | 57,991                               | 135,661                              |                          |                          |                          |
| 2005年（平成17年）       | 61,290                               | 54,144                               | 115,434                              | 11月8日                  | 637                      |                          |
| 2006年（平成18年）       | 60,090                               | 55,349                               | 115,439                              |                          |                          |                          |
| 2007年（平成19年）       | 55,440                               | 56,527                               | 111,967                              |                          |                          |                          |
| 2008年（平成20年）       | 55,710                               | 54,662                               | 110,372                              | 11月18日                 | 669                      |                          |
| 2009年（平成21年）       |                                      |                                      |                                      |                          |                          |                          |
| 2010年（平成22年）       |                                      |                                      |                                      | 11月9日                  | 653                      |                          |
| 2011年（平成23年）       |                                      |                                      |                                      |                          |                          |                          |
| 2012年（平成24年）       |                                      |                                      |                                      | 11月13日                 | 772                      |                          |
| 2013年（平成25年）       |                                      |                                      |                                      |                          |                          |                          |
| 2014年（平成26年）       |                                      |                                      |                                      |                          |                          |                          |
| 2015年（平成27年）       | 56,250                               | 51,918                               | 108,168                              | 11月10日                 | 830                      |                          |
| 2016年（平成28年）       | 59,010                               | 51,671                               | 110,681                              |                          |                          |                          |
| 2017年（平成29年）       | 63,600                               | 61,563                               | 125,163                              |                          |                          |                          |
| 2018年（平成30年）       | 66,180                               | 67,651                               | 133,831                              | 11月13日                 | 1,285                    |                          |
| 2019年（令和元年）       | 75,000                               | 69,624                               | 144,624                              |                          |                          |                          |
| 2020年（令和2年）        | 69,570                               | 52,620                               | 122,190                              |                          |                          |                          |
| 2021年（令和3年）        | 72,492                               | 63,182                               | 135,674                              | 11月9日                  | 1,237                    |                          |
| 2022年（令和4年）        | 75,932                               | 73,833                               | 149,765                              | 11月8日                  | 1,254                    |                          |
| 2023年（令和5年）        | 84,711                               | 76,618                               | 161,329                              | 11月7日                  | 1,346                    |                          |
| 2024年（令和6年）        |                                      |                                      |                                      | 11月12日                 | 1,403                    |                          |

名古屋臨海高速鉄道あおなみ線のささしまライブ駅より利用客は圧倒的に少ないが、グローバルゲートが全面開業した2017年（平成29年）度以降は利用客が増加傾向にある。

## 駅周辺
北側は住宅街で線路の南側はささしまライブ24地区が広がる。当駅は近鉄線におけるささしまライブ24の最寄り駅となっているが、特に詳しい案内はない。

### 北側
- 長松寺
- 円福寺
- 金山神社
- 熊野社
- 白山社
- 筧家住宅（筧能楽道場）
- イオンタウン太閤ショッピングセンター
- 名古屋市立米野小学校
- 名古屋朝鮮初級学校
- 学校法人筧学園・わかくさ幼稚園
- 平池保育園
- 向野橋
- 東海旅客鉄道（JR東海）
  - 名古屋車両区
  - 名古屋土木技術センター

### 南側（ささしまライブ24）
駅東側のささしま米野歩道橋を渡る。
- ささしまライブ24
  - 名古屋臨海高速鉄道あおなみ線 ささしまライブ駅 - 徒歩で約6分。
  - 中京テレビ放送本社 - 徒歩で約10分。
  - グローバルゲート - 徒歩で約9分。
    - 名古屋プリンスホテル スカイタワー

  - キャナルパークささしま - 徒歩で約11分。
  - クルーズ名古屋中川運河ライン・ささしまライブ乗船場 - 受付まで徒歩で約11分。

## その他

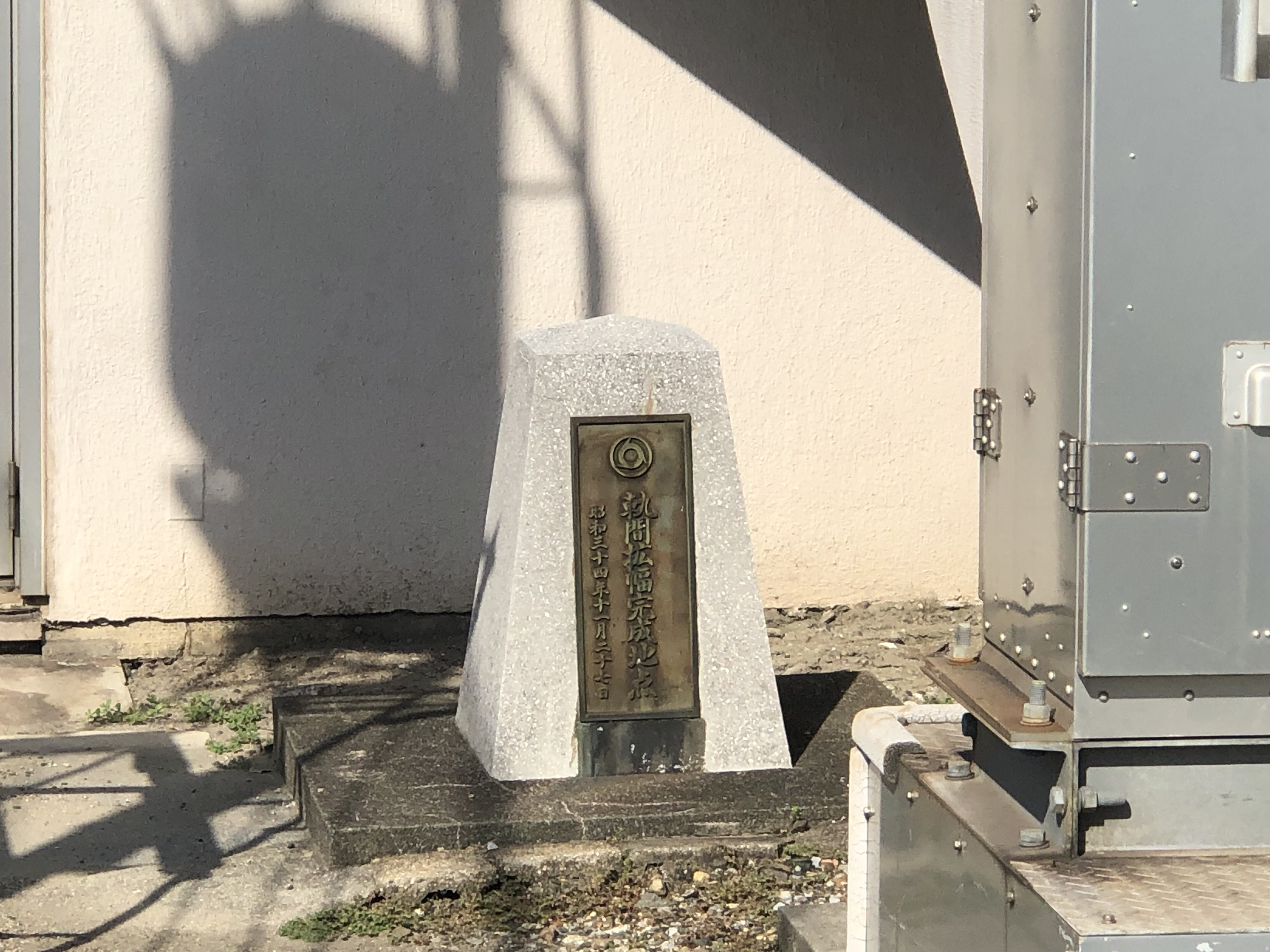
軌間拡幅完成地点の碑

1番線構内踏切付近に「軌間拡幅完成地点」と書かれた小さな記念碑があるが、記念碑自体は立入禁止区域に存在している。
近鉄バファローズがナゴヤ球場でホームゲームを行っていた際、近鉄球団や近畿日本鉄道のポスターなどでは自社路線におけるナゴヤ球場の最寄り駅を当駅として案内していたが、距離的に遠いことから、徒歩20分から30分ほどの時間を要する。

## 隣の駅
近畿日本鉄道
E 名古屋線
■急行・■準急
通過
■普通
近鉄名古屋駅 (E01) - 米野駅 (E02) - 黄金駅 (E03)
* 括弧内は駅番号を示す。